# Radeon R300
Pour les articles homonymes, voir R300.
Les Radeon 300 sont la troisième génération de GPU Radeon produit par ATI, à partir de Août 2002.
Elle équipe les cartes graphiques Radeon 95xx, 9600, 9700, 9800, les Radeon X3xx, X5xx, X6xx, X1xxx mais aussi les Radeon Xpress X200, 1100 et 1150.
Toutes ces cartes prennent en charge DirectX 9.0 et OpenGL 2.0.
La Radeon 300 est la première puce graphique grand public qui implémente les Pixels shaders 2.0 en effectuant les calculs sur des nombres flottants et plus seulement sur des nombres entiers.
ATI produit une démo de présentation "Rendering with Natural Light" montrant les performances de calcul des Pixels Shaders 2.0 . 
Cette démonstration était un rendu temps réel basé sur les travaux de Paul Debevec (en) sur le High dynamic range rendering.